# Deutsche Fürsten- und Landeshymnen nach der Melodie der britischen Königshymne

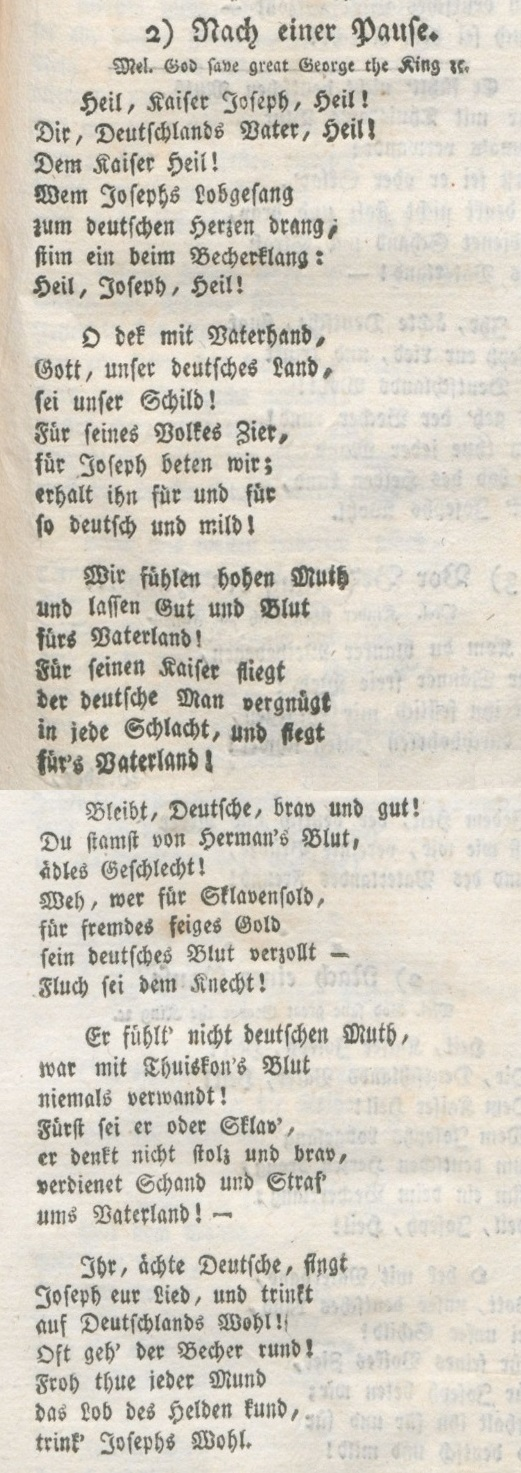
Heil, Kaiser Joseph, Heil von August Niemann, 1782

Deutsche Fürsten- und Landeshymnen nach der Melodie der britischen Königshymne entstanden vom Ende des 18. bis in die zweite Hälfte des 19. Jahrhunderts in großer Zahl. Sie waren inspiriert von der identitäts- und gemeinschaftsstiftenden Kraft des englischen God Save the King, das bei royalen und nationalen Anlässen seit der Mitte des 18. Jahrhunderts obligatorisch war und bald auch im deutschen Sprachraum bekannt wurde. Dass nicht nur der Text, sondern auch die Melodie ein exklusiv britisches Symbol sei, wurde erst im 20. Jahrhundert zur allgemeinen Anschauung. Die deutschen Texte waren literarisch vielfach voneinander abhängig.

## Erste Übernahme: August Niemann
Die erste deutschsprachige Kontrafaktur der britischen Hymne stammt von dem Holsteiner August Christian Niemann (1761–1832). Er veröffentlichte sie als 21-Jähriger 1782 in seinem Akademischen Liederbuch als Teil einer vaterländischen Studentenfeier. Das sechsstrophige Lied beginnt mit einem Heil-Ruf auf Joseph II. als deutschen Kaiser. Es folgt ein Gebet für ihn und darauf der Appell an alle „ächte Deutsche“, sich dem vom Kaiser repräsentierten „Vaterland“ mit „Gut und Blut“ zu verpflichten.

## Zweite Übernahme: Heinrich Harries
Die zweite Kontrafaktur schuf Heinrich Harries (1762–1802). Als Schleswiger war er dänischer Untertan und das mit Überzeugung. 1790 veröffentlichte er in dem von ihm redigierten Flensburger Wochenblatt sein achtstrophiges Lied für den dänischen Unterthan, an seines Königs Geburtstag zu singen in der Melodie des englischen Volksliedes God save great George the King mit dem Textanfang „Heil dir, dem liebenden Herrscher des Vaterlands! Heil, Christian, dir!“ In einer auf den preußischen König Friedrich Wilhelm II. umgearbeiteten und gekürzten Fassung von Balthasar Gerhard Schumacher, der den eigentlichen Verfasser verschwieg, erschien es 1793 in Berlin als „Berliner Volksgesang“ und wurde zum Ausgangspunkt aller späteren Fassungen von Heil dir im Siegerkranz. Anders als im englischen Vorbild und in Niemanns Joseph-Lied ist darin von Gott keine Rede, dafür von der „Liebe“ zwischen Herrscher und Volk, auf der der Herrscherthron gründe wie auf „Fels im Meer“.

## Weitere Entwicklung
Neben Heil dir im Siegerkranz im Königreich Preußen und ab 1871 im deutschen Kaiserreich waren in den Ländern deutscher Sprache zahlreiche weitere Herrscherhymnen zu derselben Melodie verbreitet. Mehrere von ihnen begannen nach Niemanns Vorbild mit der Zeile „Heil unserm König, Heil“ oder „Heil unserm Fürsten, Heil“, so im Königreich Bayern, im Königreich Württemberg, im Großherzogtum Baden, im Großherzogtum Hessen, in Anhalt und in Schaumburg-Lippe. Eigenständiger waren die Herrscherhymnen im Königreich Sachsen Den König segne Gott und Gott segne Sachsenland, und in Mecklenburg-Schwerin Gott segne Friedrich Franz mit weiteren Umformungen.
Neben diesen gab es verschiedene mehr oder weniger verbreitete Texte zur selben Melodie, die nicht vorrangig den Herrscher, sondern Land und Volk besangen. Dazu gehörten auch die Schweizer Hymne Heil dir, Helvetia bzw. Rufst du, mein Vaterland und die Hymne Liechtensteins. Keine von all diesen Hymnen, auch nicht Heil dir im Siegerkranz, auch keines der Lieder mit anderen Melodien erhielt im 19. Jahrhundert den Status einer gesetzlich sanktionierten „Nationalhymne“. Daher blieben ihre Texte, deren Verfasser oder Bearbeiter großteils unbekannt sind, für Varianten offen.